# Wilfredo Gómez
Wilfredo Gómez (ur. 29 października 1956 w San Juan) – portorykański bokser, zawodowy mistrz świata w trzech kategoriach.

## Dzieciństwo
Wychował się w ubogiej rodzinie w San Juan, gdzie jako dziecko staczał wiele walk ulicznych. Sprzedawał słodycze, żeby zarobić trochę pieniędzy.

## Kariera amatorska
W wieku 16 lat wziął udział w igrzyskach olimpijskich w 1972 w Monachium, gdzie przegrał pierwszą walkę w wadze muszej z Egipcjaninem Mohamedem Soheimem. Zwyciężył w wadze koguciej (do 54 kg) na igrzyskach Ameryki Środkowej i Karaibów w 1974 w Santo Domingo.
Na pierwszych mistrzostwach świata w 1974 w Hawanie zdobył złoty medal w kategorii koguciej, wygrywając wszystkie walki przed czasem. Pokonał wówczas m.in. Krzysztofa Madeja w ćwierćfinale, Aldo Cosentino z Francji w półfinale i Jorge Luisa Romero z Kuby w finale.

## Kariera zawodowa
Przeszedł na zawodowstwo zaraz po mistrzostwach świata w 1974. Pierwszą walkę zremisował w listopadzie 1974 z Jacinto Fuentesem, ale później wszystkie walki aż do 1981 wygrał przez nokaut lub techniczny nokaut. W 1976 pokonał m.in. przyszłego mistrza świata wagi koguciej Alberto Davilę.
Zdobył tytuł mistrza świata WBC w wadze junior piórkowej (superkoguciej) po zwycięstwie przez nokaut w 12. rundzie z dotychczasowym mistrzem Yum Dong-kyunem 21 maja 1977 w San Juan. Skutecznie bronił zdobytego tytułu wygrywając 11 lipca 1977 w San Juan z Raulem Tirado przez TKO w 5. rundzie, 19 stycznia 1978 w Kitakyūshū z Royalem Kobayashim przez nokaut w 3. rundzie, 8 kwietnia 1978 w Bayamón Juana Antonio Lópeza przez TKO w 7. rundzie, 2 czerwca 1978 w Nakhon Ratchasima Sakada Petchyindee przez TKO w 3. rundzie i 9 września 1978 w San Juan Leonardo Cruza przez TKO w 13. rundzie.
W następnej walce Gómez zmierzył się z niepokonanym dotąd Carlosem Zárate, który był mistrzem świata WBC w wadze koguciej i postanowił zdobyć pas w wyższej kategorii. 28 października 1978 w San Juan Gómez wygrał przez techniczny nokaut w 5. rundzie. Następnie kontynuował zwycięskie obrony tytułu wygrywając 9 marca 1979 w Nowym Jorku z Néstorem Jiménezem przez TKO w 5. rundzie, 16 czerwca 1979 w San Juan z Julio Hernándezem również przez TKO w 5. rundzie, 28 września 1979 w Las Vegas Carlosa Mendozę przez TKO w 10. rundzie, 26 października 1979 w Nowym Jorku niepokonanego dotąd Nicky’ego Pereza przez TKO w 5. rundzie, 3 lutego 1980 w Las Vegas z Rubénem Valdezem przez TKO w 6. rundzie, 22 sierpnia 1980 w Las Vegas z Derrikiem Holmesem przez TKO w 5. rundzie i 13 grudnia 1980 w Miami z José Cervantesem przez nokaut w 3. rundzie.
21 sierpnia 1981 w Las Vegas Gómez spróbował zdobyć tytuł WBC w wyższej kategorii mierząc się z niepokonanym od lat mistrzem wagi piórkowej Salvadorem Sánchezem. Sánchez zwyciężył przez techniczny nokaut w 8. rundzie, a Gómez zanotował pierwszą porażkę w karierze. Kontynuował jednak zwycięską passę w wadze junior piórkowej, wygrywając w obronie tytułu 27 marca 1982 w Atlantic City z Juanem Mezą przez TKO w 6. rundzie, 11 czerwca 1982 w Las Vegas ponownie z Juanem Antonio Lópezem przez TKO w 10. rundzie, 18 sierpnia 1982 w San Juan z Roberto Rubaldino przez TKO w 8. rundzie i 3 grudnia 1982 w Nowym Orleanie z Lupe Pintorem przez TKO w 14. rundzie.
6 maja 1983 Gómez zrezygnował z tytułu mistrza świata w kategorii junior piórkowej wskutek trudności z utrzymaniem wagi i przeniósł się do kategorii piórkowej. 31 marca 1984 w San Juan zdobył tytuł mistrza świata WBC w tej wadze po zwycięstwie na punkty z Juanem Laporte. Utracił go jednak już w pierwszej obronie tytułu 8 grudnia tego roku w San Juan, gdy został znokautowany w 11. rundzie przez Azumaha Nelsona.
W następnej walce Gomez spróbował zdobyć mistrzostwo świata w kolejnej kategorii wagowej. 19 maja 1985 w San Juan pokonał niejednogłośnie na punkty obrońcę tytułu federacji WBA w wadze junior lekkiej (superpiórkowej) Rocky’ego Lockridge’a i został mistrzem świata w trzeciej kategorii. Ponownie jednak stracił tytuł już w następnym pojedynku 24 maja 1986 w San Juna, gdy Alfredo Layne pokonał go przez TKO w 9. rundzie. Później Gómez stoczył po jednej walce w 1988 i 1989 i zakończył karierę.

## Po zakończeniu kariery
Po zakończeni kariery Gómez osiedlił się w Wenezueli. Popadł tam w uzależnienie od narkotyków. Spędził jakiś czas w więzieniu. Udało mu się przezwyciężyć nałóg i podjął pracę jako trener i manager bokserski.
Został wybrany w 1994 do Międzynarodowej Bokserskiej Galerii Sławy.
27 marca 2013 Gómez w ciężkim stanie znalazł się w szpitalu wskutek trudności z oddychaniem, jednak udało mu się przezwyciężyć chorobę.